# Kehila Kedosha Janina
La Kehila Kedosha Janina és una sinagoga de ritu  romaniota situada a  Chinatown, al Lower East Side de Manhattan a New York.

## Història
Kehila Kedosha Janina té com a particularitat de ser l'única sinagoga romaniota d'Amèrica. La congregació va ser fundada el 1906 per immigrants jueus vinguts d'Ioannina a Grècia tot i que la sinagoga no va ser edificada fins al 1927. Fins a la Segona Guerra Mundial la comunitat romaniota del Lower East Side va conèixer un període de prosperitat: hi havia tres  rabins que oficiaven a la sinagoga i durant les grans celebracions estava tant plena que no hi havia prou seients lliures. Al final de la guerra, molts membres de la comunitat es van instal·lar a altres barris de New York, establint-se a Harlem, el Bronx i a Brooklyn. Aquestes comunitats ja no són actives actualment.
La sinagoga ha estat classificada per la ciutat de New York el 2004. La municipalitat hi ha fet importants treballs de restauració el 2006. Cada diumenge hi tenen lloc visites guiades.

## Oficis
A la sinagoga encara hi ha una petita comunitat en declivi. La sinagoga és oberta únicament el sàbat i durant les festes jueves, no s'hi celebren oficis entre setmana.